# Stibara humeralis
Stibara humeralis är en skalbaggsart som beskrevs av Thomson 1865. Stibara humeralis ingår i släktet Stibara och familjen långhorningar.
Artens utbredningsområde är:
- Laos.
- Myanmar.

Inga underarter finns listade i Catalogue of Life.